# Genac
Genac korábbi község Franciaországban, Charente megyében. Lakosainak száma 765 fő (2018. január 1.). Genac Bignac, La Chapelle, Gourville, Marcillac-Lanville, Saint-Cybardeaux, Saint-Genis-d’Hiersac és Vouharte községekkel határos.
2016. január 1-jén Bignac korábbi községgel egyesült és az így létrejött Genac-Bignac új község része lett.

## Népesség
A település népessége az elmúlt években az alábbi módon változott:
| Lakosok száma | 708  | 685  | 686  | 761  | 686  | 668  | 751  | 1000 | 760  | 765  |
|               | 1962 | 1968 | 1975 | 1990 | 1999 | 2008 | 2013 | 2016 | 2017 | 2018 |